# Michela Tondinelli
Michela Tondinelli (Roma, 15 gennaio 1975) è un'ex rugbista a 15 e allenatrice di rugby a 15 italiana il cui ruolo da giocatrice era mediano d'apertura; dal 2011 è tecnico del Villorba.

## Biografia
Nata a Roma nel 1975, iniziò la pratica rugbistica a sei anni per emulare suo fratello ma, a differenza di quest'ultimo, lei proseguì fino a intraprendere la carriera sportiva.
Nel curriculum sportivo di Tondinelli figurano esperienze negli Stati Uniti a Boston e in Inghilterra nella sezione femminile dei londinesi Richmond e, a seguire, in quelle del Rugby Roma e CUS Roma, squadra, quest'ultima, in cui militò tra il 1999 e il 2006.
Nel 2006 passò alle Red Panthers, sezione femminile del Benetton, con cui vinse tre titoli di campione d'Italia nel 2008, 2009 e 2011.
Nel 2013 si trasferì al Casale, sua ultima squadra.
In Nazionale esordì nel 1990 e prese parte a diverse edizioni del campionato europeo e alla Coppa del Mondo 2002.
In 23 anni di attività internazionale divenne la primatista di presenze per la Nazionale azzurra, 87 al momento del ritiro, record superato solo nel 2019 da Sara Barattin.
Da dopo il ritiro si dedica all'attività tecnica anche in campo federale e, nel 2018, fu ingaggiata come allenatore in seconda della formazione femminile della romana Capitolina.

## Palmarès
- Campionati italiani: 3
Red Panthers: 2007-08, 2008-09, 2010-11